# リビア軍
リビア軍（リビアぐん、英語 : Libyan Armed Forces）は、リビアにおける軍事組織。リビア政府の正規軍として、陸海空三軍を擁する
。

イドリース1世のリビア君主制下の元の軍隊は、イギリスとアメリカ合衆国によって訓練された。カダフィが1969年に政権を握って以来、リビアはソビエト連邦から軍事援助を受けた。リビア軍は、エジプト・リビア戦争（1977年）やチャド・リビア紛争（1978年-1987年）など、いくつかの戦争で戦った。2011年リビア内戦とカダフィ政権の崩壊後、軍隊は主に地元の民兵で構成され、頻繁に創設または活動を停止し、一時的に交代する同盟を結んだ。2015年から2018年にかけて、ハリファ・ハフタルは、2015年にトブルクの代議院によって軍の最高司令官に任命された後、多くの民兵をリビア東部の規則的な階層構造のリビア国民軍(LNA)に統合した。 2019年11月の時点で、LNAの通常の中核（約7000人の兵士）はサラフィスト民兵と外国の傭兵（約18000人の兵士）によって補完された 。2019年の時点で、国際的に認められた国民合意政府（GNA）は名目上リビア軍を構成する民兵の正式な支配を維持し、リビア空軍はLNAとGNAが支配する構成要素に分割された。海軍と沿岸警備隊は主にGNAの管理下にあった。LNAの管理下にあるいくつかの沿岸哨戒艇で。 2021年、すべての軍隊支部（ハフタル軍を除く）は、2014年リビア内戦の停戦後、リビアの新大統領である挙国一致内閣のムハンマド・アル＝メンフィの指揮下に置かれる予定である。

## 概要
リビア軍の起源は、第二次世界大戦中のリビア・アラブ軍まで遡ることができる。エジプトに逃亡していた部族のリーダーが各部族に呼びかけ、北アフリカ戦線において連合国軍に協力を行なった。これは戦後に治安維持組織となり、1951年のリビア王国独立とともにリビア軍となった。1986年にはテロ攻撃の報復としてアメリカ合衆国からトリポリなどに爆撃を受けている。
2011年リビア内戦ではNATO軍や反政府軍と交戦し、カダフィ政権崩壊によってリビア軍は一旦消滅した。その後、暫定政権によりリビア軍が再建される。
2014年より発生した対立の中で、陸軍および空軍が反政府勢力であるリビア国民軍(LNA)につき、政府の指揮下にあるのが海軍のみという状況になっていた。そのため、政府側の陸軍および空軍が再編された。

### リビア陸軍
リビア陸軍は兵力約5万人で、1個保安旅団（第32保安旅団）のほか、10個戦車大隊、10個機械化歩兵大隊、18個歩兵大隊、6個コマンドー大隊、22個砲兵大隊、4個地対艦ミサイル大隊、7個防空大隊などからなる。冷戦期の1970年代から1980年代にかけては、ソビエト連邦からの大規模な支援を受けていた。また、チャド内戦に介入し、1970年代末からチャド領内に進出していたが、1986年から1987年にかけてのトヨタ戦争と呼ばれる戦闘においてチャド政府軍に敗北し、チャド領内から撤退している。
歩兵はAK47を主力小銃にFN FALなど西側由来の武器も配備されている。IISSの2009年報告においては、T-72が主力戦車であり、他にT-62やBMP-1の保有が報告されている。

### リビア空軍
リビア空軍は1963年に設立された。アメリカとの関係が悪化していた1980年代には、アメリカ海軍第6艦隊の艦載機と交戦を行なっており、1981年と1989年の2度のシドラ湾事件を起している。13ヶ所の空軍基地を有する。なお、1970年までアメリカ空軍はトリポリ近郊のwheelus空軍基地に駐留していた。
内戦前の主な機材は、MiG-23、Su-22、Mi-24など。フランス製ミラージュF1も保有していた。
2011年3月、国際連合安全保障理事会決議1973に基づいて介入した諸国の攻撃により、リビア空軍は諸国の空軍と一戦を交えたが、壊滅状態に陥ったと報じられた。リビア空軍は、旧式の機体で構成されているため被害も大きく、撃墜されるリビアのMiG-23が映像として残されている。
現在の保有機（多くはリビア人民軍のもの）
- 戦闘機・攻撃機
  - ミラージュF1 2機（マルタへ亡命していた機体）
  - MiG-21 10機
  - MiG-23 10機
  - Su-22 2機
  - Su-24 2機
- 練習機
  - ソコ G-2 14機
  - L-39 10機
  - アエロマッキSF.260 38機
- 輸送機
  - IL-76 1機
  - IL-78 1機
  - An-26 1機
  - An-32 1機
  - An-72 1機
  - C-130 2機
- 回転翼機
  - CH-47 3機
  - Mi-2 4機
  - Mi-8 7機
  - Mi-14 3機
  - Mi-24 8機
  - AW139 1機
- 無人機
  - Aeryon Scout 1機
- 対空ミサイル
  - SA-2
  - SA-5

### リビア海軍
リビア海軍は1962年に設立された。2隻のフリゲートを主力に、地中海に展開している。リビアからヨーロッパ大陸を目指す難民を摘発・救助するため、沿岸警備隊とともにイタリア海軍など欧州連合（ＥＵ）から支援・訓練を受けている。

## 王国時代のリビア軍
リビア王国は1951年12月24日にイタリアからの独立を獲得した。リビアの君主制の下には、連邦軍と地方警察が存在していた。米国国務省は1957年に、軍隊の数は1,835人で、警察の数は約5,000〜6,000人であると報告した。リビアのイドリース国王と政府は、内部の安全を警察に頼り、国軍の規模を5,000人に増やすことを切望していた。イギリスはリビア軍の訓練の主要な役割を担っていたが、アメリカ合衆国も1,035人の部隊の訓練に貢献し、軍全体の訓練に責任を持つことを検討していた。米国はまた、1957年5月にリビアに10機のF-5を供給することに合意したリビア空軍に供給した。

## カダフィ政権時代のリビア軍
ムアンマル・アル＝カッザーフィーが率いる若い将校と兵士のグループは、1969年9月1日のクーデターで王政を倒した。イドリース王は自宅軟禁下で数年間過ごした。
カダフィのリビア・アラブ共和国(1977年に大リビア・アラブ社会主義人民ジャマーヒリーヤ国へ移行)の下にある新しいリビア軍は、1977年7月にエジプト・リビア戦争を戦い、1972年と1978年のウガンダ・タンザニア戦争中にウガンダのイディ・アミンを支援するために数千人の軍隊を派遣し、1978年から1987年にかけて、チャド・リビア紛争を起こした。
リビア軍は2009年の時点で合計50,000人の軍隊を持っていると推定された。
2010年時点の外務省のホームページによれば、ムアンマル・アル＝カッザーフィー政権の兵力は約76,000人、予備役約40,000人である。
2011年リビア内戦ではNATO軍や反体制派組織リビア国民評議会が率いるリビア人民軍などと交戦した。カッザーフィー政権崩壊によりリビア軍は一旦消滅したが、リビア暫定政府は治安維持のために正規軍の早期再建を決定し、2011年12月には軍司令官にハリファ・ハフタル将軍が任命され、参謀総長にカッザーフィー政権下で特殊部隊司令官だったユーセフ・マングーシュ（Youssef Mangoush）退役将軍が就任した。

## 2011年〜2014年のリビア軍
2011年から2014年の移行期間中、リビア軍は主に、民兵の移動する集団が作成および解散され、同盟を作成および削除することで構成されていた。

### 単位

#### 第17サンダーボルト特殊部隊旅団
1. トリポリ（2013）に基づく[19]。

#### 第27旅団
1. トリポリ（2013）に基づく[19]。

## 2014年リビア内戦以降のリビア軍
2019年の時点で、2014年リビア内戦の開始以来、大部分の民兵で構成されたリビア軍 は、国際的に認められたトリポリの国民合意政府（GNA）によって部分的に主導されてきた。しかし、陸軍と空軍は、GNAが指揮する軍と、ハリファ・ハフタルが指揮するリビア国民軍（LNA）との間で大きく分かれたままである。陸軍および空軍が反政府勢力であるLNAについたため、GNA側の陸軍および空軍が再編されたためである。一方、海軍および沿岸警備隊は主にGNAの管理下にあった。一部の沿岸哨戒艇はLNAの管理下にあった 。
GNAの長であるファイズ・サラージ首相は、名目上、GNA軍の最高司令官である。軍はGNA国防省の管轄下にあり、2016年から2018年までアルマハディアルバルガティ大佐が率いており、その時点でサラジが国防相を引き継いだ。
2015年から2018年にかけて、ハフタルの管理下にあるLNAは、リビア東部で多くの民兵を通常の階層構造に統合し、オンラインソーシャルネットワークを使用して、軍事力と政治力の成長のイメージを提示した。  2019年、サラフィスト民兵と外国人メンバーが支配。2019年の時点で、LNAは約7000人の正規兵士と、18000人の民兵および外国人メンバーで構成されていた 。

## 準軍事組織
1980年代には、北アフリカ諸国からの傭兵を含む汎アフリカ軍団や郷土防衛兵力として革命委員会が組織されていた。汎アフリカ軍団はチャド侵攻に用いられている。